# Vesse (przystanek kolejowy)
Vesse – przystanek kolejowy w miejscowości Tallinn, w prowincji Harjumaa, w Estonii. Położony jest na linii Tallinn - Narwa, pomiędzy torami stacji Ülemiste. 

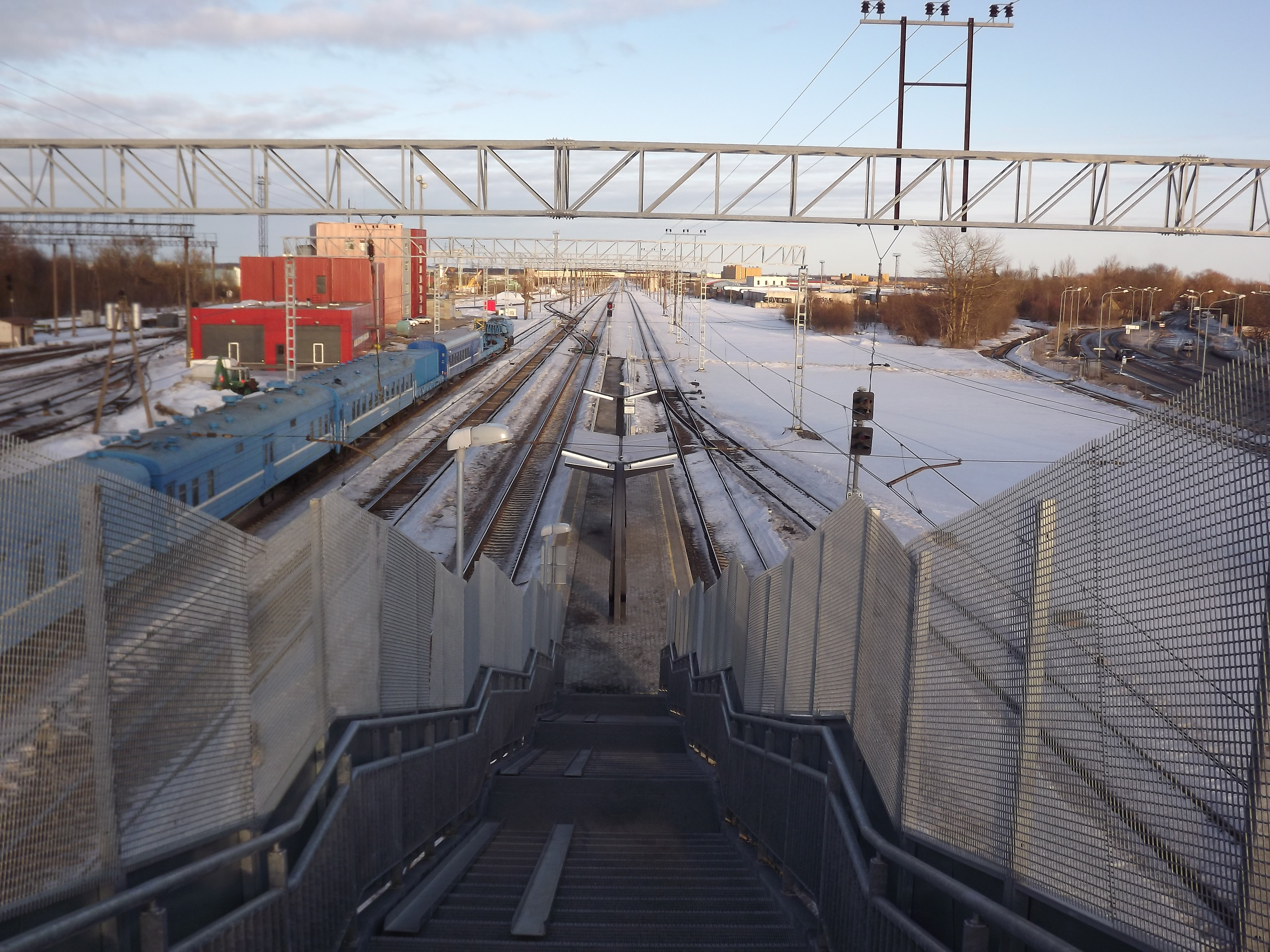